# پیازچه بهاری
پیازچه بهاری یا تره‌فرنگی وحشی (نام علمی: Allium tricoccum) نام یک گونه از سرده سیر است.